# Крапива жгучая
Крапи́ва жгу́чая (лат. Urtíca úrens) — однолетнее травянистое растение, вид рода Крапива (Urtica).

## Ботаническое описание

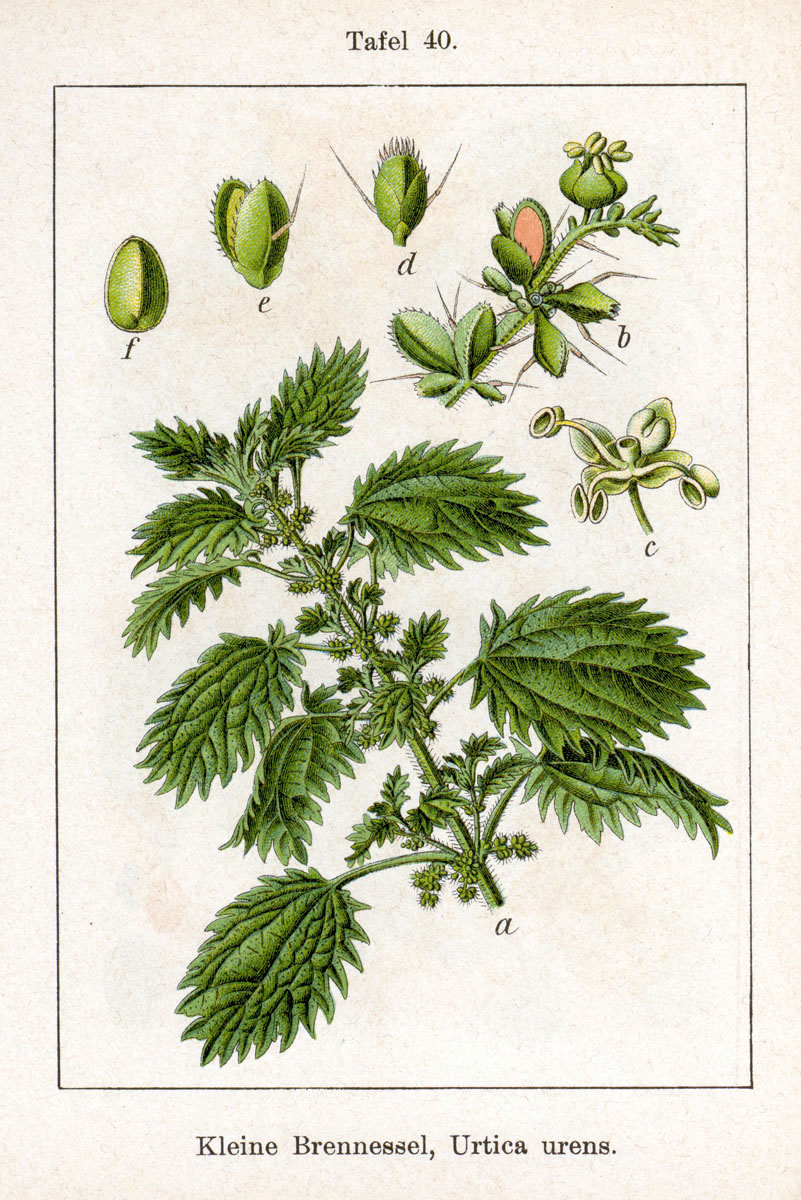

Стебли прямостоячие, тупочетырёхгранные, бороздчатые, с жёсткими жгучими волосками, высотой 15—35 см.
Листья супротивные, тёмно-зелёные, мелкие, 2—6 см длиной, овальные или яйцевидные, острые, пильчатые, покрытые жгучими волосками.
Растение однодомное. Цветки мелкие, зелёные, одиночные или в соцветиях, пазушные, правильные или неправильные, тычиночные и пестичные, большей частью с простым околоцветником из трёх листочков. Цветки собраны в колосовидное соцветие, которое короче или равно по длине черешкам листьев (в отличие от крапивы двудомной, где оно длиннее). Тычинок 6—12. Завязь нижняя или полунижняя, 4—6-гнёздная, столбик один, рыльце раздельное. Цветёт с мая до поздней осени.
Плод — сухая либо сочная многосемянная коробочка, изредка орешек. Плодоносит с июня.

## Распространение и экология
На территории России распространена повсеместно, кроме Крайнего Севера.
Растёт на пустырях, около жилья, у дорог, на огородах, около заборов. Больших зарослей не образует, а формирует небольшие куртины.
Нитрофильное растение.

## Химический состав
| Воды (в %) | От абсолютного сухого вещества в % | От абсолютного сухого вещества в % | От абсолютного сухого вещества в % | От абсолютного сухого вещества в % | От абсолютного сухого вещества в % | От абсолютного сухого вещества в % | Источник |
| Воды (в %) | золы                               | протеина                           | жира                               | клетчатки                          | БЭВ                                |                                    | Источник |
| ---------- | ---------------------------------- | ---------------------------------- | ---------------------------------- | ---------------------------------- | ---------------------------------- | ---------------------------------- | -------- |
| —          | 13,0                               | 19,9                               | 1,8                                | 24,0                               | 41,3                               | Бруттини, 1931                     |          |
| 82,5       | 12,0                               | 31,0                               | —                                  | —                                  | 47,4                               | Дубянская 1919                     |          |

В фазе цветения в ней содержится 25 % белка, 20,7 % углеводов, 2,8 % жиров, 34,1 % клетчатки, 11,4 % БЭВ, 26,7 % золы, 2,7 % кальция, 4,5 % калия, 0,57 % фосфора, 0,63 % магния, от 150 до 370 мг витамина С и до 188,1 мг каротина. Содержит также муравьиную кислоту, дубильные вещества, витамины группы B и K.

## Значение и применение
У крапивы жгучей используются листья и молодые стебли. По своей питательной ценности она превосходит крапиву двудомную. 
Листья крапивы жгучей используются так же, как и листья крапивы двудомной. Листья идут для приготовления супов, салатов, борщей, рассольников и в качестве приправ.
В лекарственных целях используются, в основном, листья и корни. При некоторых заболеваниях и профилактически применяется и сок, получаемый из молодых стеблей и листьев.
Ещё греческий врач Диоскорид знал о лечебных свойствах крапивы жгучей. Он применял её для лечения мочекаменной болезни. В XVIII веке русские медики с помощью крапивы врачевали различные повреждения кожи, в том числе язвы.

## Кормовая ценность
На пастбище скотом поедается плохо. Пятнистыми оленями поедаются только верхушки. При даче кроликам по 650 г травы в день они поедали её до полной бутонизации хорошо и давали привес от 16 до 24 г в сутки. При более позднем скармливании наблюдались случаи падежа. При вскрытии были обнаружены язвы на стенках кишечника.
Молодые листья и стебли в измельченном виде, обваренные кипятком и сдобренные отрубями, скармливаются птицам, свиньям и коровам. Указывается на полную возможность скармливания этой крапивы коровам, овцам и свиньям в сухом и рубленом виде вместе с соломой.
Охотно поедается алтайским маралом (Cervus elaphus sibiricus Severtzow).

## Пословицы и поговорки про крапиву жгучую
- Злое семя крапива, не сварить из него пива
- Жжётся, как крапива, а колется, как ёж
- Кабы на крапиву не мороз, так бы с нею и ладов не было
- Жгуча крапива родится, да во щах уварится
- Крапива и молода, а уже кусается
- Кто раньше встаёт, тот грибки соберёт, а сонливый да ленивый идут после за крапивой
- С иным водиться — что в крапиву садиться